# Да Полента

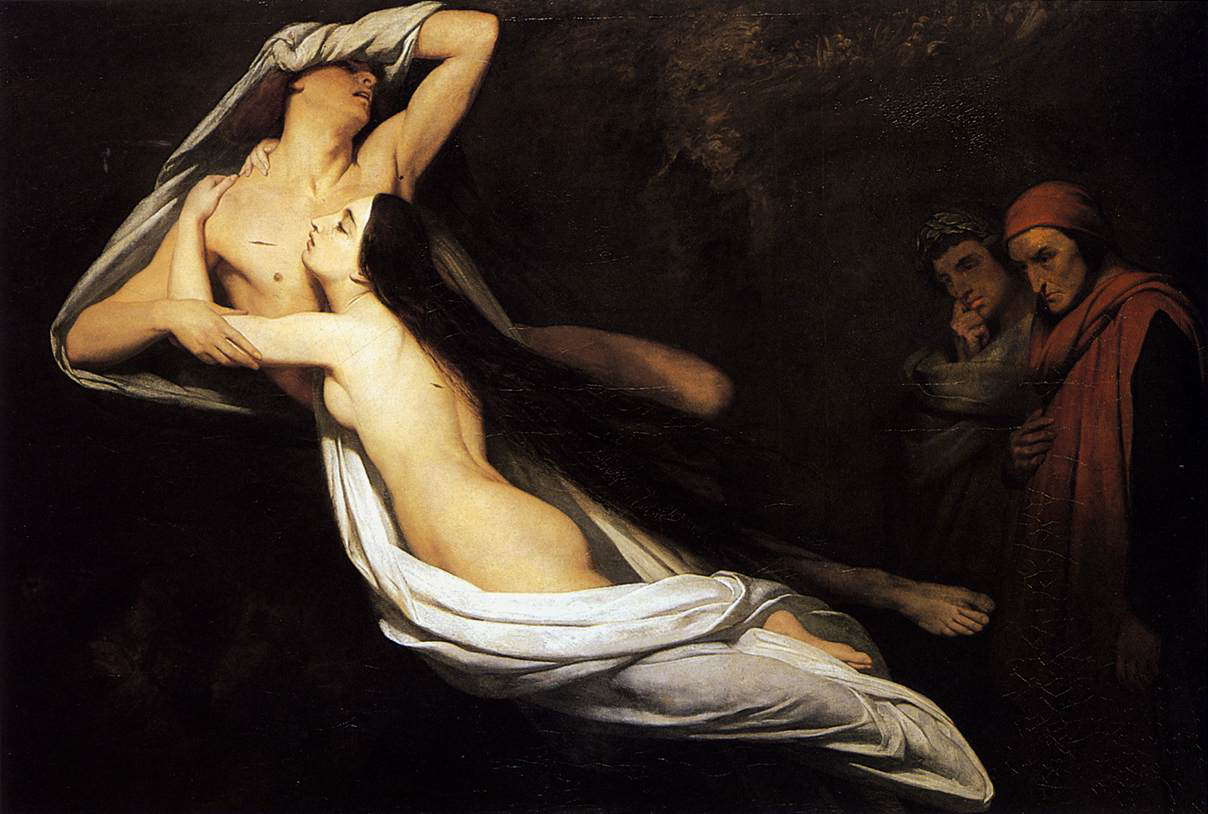
Во время путешествия по Аду в сопровождении Вергилия поэт Данте встретил тень дочери Гвидо да Полента — Франчески

Да Полента (итал. Da Polenta) — итальянский синьориальный род, получивший своё название от замка Полента, который он получил в долгосрочное владение. Представители рода правили Равенной с 1287 по 1441 годы. Род традиционно принадлежал к гвельфской партии. Гербом семьи был двуглавый орел.
Основателем династии был Гвидо I ди Ламберто Старый (ум. 1310), глава партии гвельфов Равенны, который в 1275 году изгнал противников партии, преобладаших в правительстве города, и к 1287 году стал наследственным синьором Равенны, признанным законным государем со стороны императора.
Гвидо I, исходя из политических интересов, отдал руку своей дочери Франчески Джованни Малатеста (по прозвищу Giangiotto — Джованни Хромой), сеньору Градары. Последовавшее в 1285 или 1286 году убийство Франчески её ревнивым мужем послужило знаменитым сюжетом для множества произведений искусства. Вспыхнувшую в результате этого вражду семей вынужден был примирять римский папа. Николай IV осенью 1289 года отправил в Романью ректора Стефано Колонна, чтобы успокоить волнения и примирить противников. Колонна был весьма озабочен случившимся убийством, но лишь в марте 1290 года ему удалось примирить два этих семейства.
После смерти Гвидо I власть перешла к его сыновьям Бернардино (умер в 1313), который с 1297 года был подеста г. Червия, и Ламберто I (умер в 1316). После смерти Ламберто власть перешла к его племяннику, Гвидо II Новелло (умер в 1333), другу писателей и художников, пригласившего в 1316 году скитавшегося Данте Алигьери жить в Равенну. Когда поэт умер, Гвидо да Полента возложил лавровый венок на чело умершего Данте и похоронил его с великими почестями.
После войн и репрессий, ознаменовавших правление его предшественников, годы Гвидо II запомнились как период спокойствия. Однако весной 1322 году его избрали народным капитаном Болоньи и его заменил его брат архиепископ Ринальдо. В том же году последний был убит своим двоюродным братом Остасио I (умер в 1346). Кроме Равенны, Остасио захватил также Червию, убив в 1326 году своего дядю Баннино и его сына Гвидо.
Остасио I наследовал его сын Бернардино I (умер в 1359), который, продолжая семейные традиции, в 1347 уморил голодом в тюрьмах Червии своих братьев Ламберто II и Пандольфо. Бернардино I наследовал его сын Гвидо III Лусио, который спокойно правил тридцать лет, после чего был заключен сыновьями в тюрьму, где вскоре умер от голода. После смерти Гвидо III последовательно правили его сыновья: Аццо (умер в 1394), Остасио II (умер в 1396), Бернардино II (ум. 1400), Пьетро (ум. 1404), Альдобрандино (умер в 1406) и Обиццо (умер в 1431). Каждый из них становился синьором после смерти старшего брата.
Обиццо вынужден был признать над собой верховенство Венецианской республики с условием, что если его наследники не будут следовать руководящим принципам венецианской политики, Равенна перейдёт под власть республики. В результате этого соглашения преемник Обиццо, Остасио III, был низложен в 1441 году и вместе со своим сыном Джироламо сослан на остров Крит, где и умер в 1447 году.